# いぶき (人工衛星)
いぶき（GOSAT : ゴーサット、Greenhouse gases Observing SATellite）は、環境省、国立環境研究所(NIES)、宇宙航空研究開発機構(JAXA)が共同で開発・運用する温室効果ガス観測技術衛星。地球温暖化の原因とされている二酸化炭素やメタンガスなどの温室効果ガスの濃度分布を宇宙から観測する。
2009年1月23日、種子島宇宙センターからH-IIAロケット15号機にて打ち上げられた。愛称の「いぶき」は一般公募を経て決定された。従来の温室効果ガス濃度の測定は地上や航空機・船舶などでスポット的に観測されていたが、いぶきの運用により同一センサで地域的な偏りのない全球観測が初めて実現した。
2014年に5年の定常運用を経て後期利用に移行。この時点で推進薬は14年分程度残っていると報告された。後継機のいぶき2号（GOSAT-2）は2018年10月に打ち上げられ、いぶきと並行して運用されている。3号機にあたるGOSAT-GWは2025年度の打ち上げを目指している。

## 概要
いぶきは、京都議定書の第一約束期間（2008年 - 2012年）における地球上の温室効果ガス濃度分布の測定と、長期的な気候変動予測に必要なデータの取得のために開発された。
1997年、京都で第3回気候変動枠組条約締約国会議(COP3)が開催され、京都議定書が採択された。それを受けて、第一約束期間に日本が行うべき温室効果ガス観測ミッションとして、以下の目標が定められた。
- 温室効果ガスの全球濃度分布の測定
- 二酸化炭素吸収排出量の亜大陸単位での推定誤差の半減
- 温室効果ガス観測技術基盤の確立

また、1992年からは、世界気象機関(WMO)と国連環境計画(UNEP)により提案された計画である全球気候観測システム(GCOS, Global Climate Observation System)がスタートしている。
気候関連問題への対処に必要な情報の取得と、必要とする全ての利用者に得られた情報を確実に提供することを目標としているが、測定ポイントは約319個所（2006年5月時点）と限られているうえに地理的にも偏りがあり、それぞれ異なる機関によって観測されていたため、空間的分解能やデータの連続性に欠けていた。
いぶきにより、測定ポイントは地球表面を約180 kmのメッシュで区切った約56,000個所へと飛躍的に向上する。また、同一のセンサによる地球全体の観測が可能なため、全地点を同じ尺度で継続的に観測を行うことができる。
こうして得られた衛星からのデータと地上での観測データを組み合わせ、シミュレーションモデルにかけることによって、温室効果ガスの濃度分布を高い精度（目標1 %）で推計することができる。
これにより、京都議定書で定められた期間での二酸化炭素排出量削減量の監視や、温室効果ガスの長期的な変動データを取得して気候変動予測に役立てることができる。

### 3機関の役割分担
いぶきは、3機関による分担・連携体制で開発されている。
- 環境省（主に行政面での支援）
  - 日本における地球温暖化対策の取りまとめ
  - 観測装置の開発（JAXAと共同）
  - 京都議定書の第一約束期間における、炭素吸収排出量の把握
  - ポスト京都議定書に関する国際交渉において、いぶき開発・運用で得られた実証的根拠を示す
- 国立環境研究所(NIES)（主に学術面での支援）
  - 観測データから、地球全体の温室効果ガスの濃度分布を算出
  - 算出されたデータから、区域ごとの温室効果ガスの吸収・排出量を推定
  - 算出されたデータの検証、および、外部への公開
- 宇宙航空研究開発機構(JAXA)（主に技術面での支援）
  - 観測装置の開発（環境省と共同）
  - 衛星の打ち上げ・運用・観測データの受信
  - 観測装置の校正
  - 観測データの提供、および、利用促進

## 機体設計

### 衛星の開発方針
いぶきのプロジェクト開始前、日本の宇宙開発においては人工衛星の短期故障（みどり、みどりII）、ロケットの失敗（H-IIロケット8号機）が相次いでおり、機体設計においては信頼性の確保に重点が置かれた。単一故障点を減らすべく、主系/従系の独立性確保や、電源系アンテナ系に至るまで冗長化が徹底され、特にこれまで主に一翼で設計されていた太陽電池パドルが二翼化され、片翼が故障しても必要電力が確保できるよう設計されたのは象徴的である。
- 姿勢制御の異常時：太陽指向スピン安定モードを追加。この状態でも必要な電力を発生できる。
- 給電系異常時：超低負荷モード(S-LLM)により、観測装置を停止させてでも最低限の衛星バスの機能を維持する。
- 太陽電池パネル・電源バス異常時：いずれも二重化されており、片方が故障した場合は、観測装置の一部（TANSO-FTSの熱赤外センサTIRやポインティング機構、および、TANSO-CAIセンサ）を停止させた観測モードIIにより、運用を継続する。

### 通信機器
- 追跡管制
  - 周波数帯：Sバンド
  - コマンド速度：2kbps
  - テレメトリ速度：30kbps
- ミッションデータ
  - 周波数帯：Xバンド
  - 伝送速度：138.76Mbps
  - 地上受信局：地球観測センター、ノルウェースバルバード局[4]

### バス装置
- NiCdバッテリ：35Ah・4式（8台）
- ミッションデータレコーダ（MDP）：48GB
- スタートラッカ（STT）、GPS受信機（GPSR）、慣性基準装置（IRU）[4]

### モニタカメラ
機体健全性などを確認するためのカメラを8台搭載している。夜間撮影用に白色LEDによる投光器を搭載し、障害発生時に軽負荷モードに移行する際に自動的に静止画を撮影する。これまでの衛星搭載カメラは30万画素前後であったが、130万画素とJAXAとして最高画質のモニタカメラとなり視認性が格段に向上した。フェアリング分離、衛星分離、パドル展開時には動画が撮影され、パドルについては展開時に氷とみられる物質の飛散や、展開に30秒・振動の収束が2分程度であったことも映像で確認された。
- 1/3.3型CMOS素子
- 解像度：1280×1024（約130万画素）
- 動画フレームレート：26.6枚/秒

### TEDA（技術データ取得装置）
宇宙放射線を測定し、搭載機器の劣化などを評価する目的で搭載される。軽粒子観測装置（LPT）4台、重イオン観測装置（HIT）1台から構成される。

## 観測装置
いぶきの観測装置TANSO（Thermal And Near infrared Sensor for carbon Observation）には2つのセンサが搭載されており、メインセンサのFTSで観測点の大気や地表で反射・放射する光のスペクトルを測定し、CAIは撮影した画像から雲の有無を判定してFTSの測定データの有効性を判断するために使用される。実際に二酸化炭素やメタンの算出に使用されるFTSの観測データは雲等により2から5%程度になる。両センサは主に太陽光を利用するパッシブセンサであるが、FTSのバンド4は放射光を対象とするため夜間も観測する。

### TANSO-FTS （温室効果ガス観測センサ）
TANSO-FTS（Fourier Transform Spectrometer、フーリエ変換分光器）は、二酸化炭素とメタンガス濃度を測定するための主センサ（マイケルソン干渉計）。太陽光の地表面の反射（近赤外線）と、大気や地表面からの放射光（遠赤外線）の分光スペクトル強度を観測することで、大気中の各ガスに特有の特定波長の光吸収量から大気中濃度が計算される。まず実効光路長を算出するために、大気中の濃度が高く均一な特徴を持つ酸素の気体カラム量をバンド1の0.76μm帯で測定し、二酸化炭素をバンド2（1.6μm）・バンド3（2μm）・バンド4（14μm）で、メタンガスをバンド2（1.6μm）・バンド4（8μm）で測定する。また、二酸化炭素は1.6μm・2.0μmで地表面付近の、熱赤外の14μmでは放射光が気温に応じて放射されるため主に2km以上の高度における情報が得られ、鉛直濃度分布が計算される。
二酸化炭素は大気中に380ppm程度含まれているのに対して、年・地域での変動量は1ppm・2-4ppm程度であり、この変動を検出するためには高精度な測定が要求される。海面などの水は反射が低く十分な観測輝度を得られないが、鏡面反射点（サングリント点）では観測可能になる。雲やエアロゾル等の誤差要因のない条件において、測定誤差1%以内を目標にしている。フーリエ分光計により全体で約18,500チャネルの分解能を持ち、回帰する3日の間に56,000点観測する。180km間隔でクロストラック方向に5点の格子状に撮影し、ノイズ特性のよい4秒の走査を標準としている。
- ポインティング機構[10]
  - クロストラック方向[注釈 2]：±35°
  - アロングトラック方向：±20°

| バンド                | 1P/1S                                               | 2P/2S                                               | 3P/S                                                | 4                                                   |
| --------------------- | --------------------------------------------------- | --------------------------------------------------- | --------------------------------------------------- | --------------------------------------------------- |
| 波長範囲[μm]          | 0.758-0.775                                         | 1.56-1.72                                           | 1.92-2.08                                           | 5.56-14.3                                           |
| 分光分解能[cm-1]      | 0.5                                                 | 0.27                                                | 0.27                                                | 0.27                                                |
| 観測対象              | 酸素                                                | 二酸化炭素 メタン                                   | 二酸化炭素 水蒸気                                   | 二酸化炭素 メタン                                   |
| 検出素子              | Si                                                  | InGaAs                                              | InGaAs                                              | PC-MCT                                              |
| 視野                  | 瞬時視野：15.8 mrad 視野直径：約10.5 km（衛星直下） | 瞬時視野：15.8 mrad 視野直径：約10.5 km（衛星直下） | 瞬時視野：15.8 mrad 視野直径：約10.5 km（衛星直下） | 瞬時視野：15.8 mrad 視野直径：約10.5 km（衛星直下） |
| 1走査データの取得時間 | 1.1, 2.0, 4.0 秒                                    | 1.1, 2.0, 4.0 秒                                    | 1.1, 2.0, 4.0 秒                                    | 1.1, 2.0, 4.0 秒                                    |

### TANSO-CAI （雲・エアロソルセンサ）
TANSO-CAI（Cloud and Aerosol Imager）は、昼間に大気と地表面の状態を撮影し、雲の有無の判定やエアロゾル（大気粒子状物質）の測定に用いる一次元画像センサで、FTSの測定データ補正・除外のために使用される。バンド1・2・3・4は紫外線・赤・近赤外・短波長赤外であり、波長特性からエアロゾルの種類が判定できる。±36.1°の視野角は赤軌道上のパス間隔910kmより大きく、3日（44周回）で全球を隙間なく撮影可能である。
|                          | バンド1             | バンド2             | バンド3             | バンド4          |
| ------------------------ | ------------------- | ------------------- | ------------------- | ---------------- |
| 波長範囲(中心周波数)[μm] | 0.370-0.390 (0.380) | 0.668-0.688 (0.678) | 0.860-0.880 (0.870) | 1.56-1.68 (1.62) |
| 観測対象                 | 雲・エアロゾル      | 雲・エアロゾル      | 雲・エアロゾル      | 雲・エアロゾル   |
| 観測幅                   | 1,000km             | 1,000km             | 1,000km             | 750km            |
| 衛星直下での 空間分解能  | 0.5km               | 0.5km               | 0.5km               | 1.5km            |
| 検出器                   | Si                  | Si                  | Si                  | InGaAs           |
| ピクセル数（CT方向）     | 2,048               | 2,048               | 2,048               | 512              |

## 運用
- 2005年（平成17年）4月、基本設計開始[4]。
- 2009年（平成21年）
  - 1月23日
    - 12時54分 H-IIAロケット15号機にて打ち上げ（21日の予定は天候不順により延期）
    - 16分1秒後に衛星分離 軌道投入
    - 同日中に太陽電池パドル展開、太陽捕捉、地球捕捉、地球指向モードへの移行を実施

  - 1月24日 標準姿勢制御モードへの移行を確認し、17時15分にクリティカルフェーズ運用を完了 初期機能確認運用期間に入った
  - 2月9日 初観測データ取得[12]
  - 4月10日 初期機能確認が終了 初期校正検証運用を開始[13]
  - 5月28日 地球上の陸上の晴天域における二酸化炭素およびメタン濃度の初の解析結果が出る[14]
  - 7月30日 初期校正検証運用完了確認会にて合格、定常運転に入る。
  - 9月14日 レベル1データ初期校正完了[15]
  - 10月30日 レベル1データ（スペクトルデータ）の一般提供を開始[16]
- 2010年（平成22年）
  - 2月18日 レベル2データ（濃度データ）の一般提供を開始[17]
  - 2月25日 太陽電池パドル2の駆動部で異常を検知し、軌道上で自動的にパドル駆動部1,2とも冗長系に切り替えられた[18]。
- 2014年（平成26年）
  - 2月、5年間の定常運用期間終了。後期利用運用へ移行[1]。
  - 5月25日 太陽電池パドル2翼のうち1翼の回転が停止したため、観測を自動的に停止。発生電力が約半分でも定常観測運用に必要な電力を確保できることから、5月30日を目途に観測を再開する見込み[19]。
  - 12月5日、人為起源によるCO2濃度の推定結果を公開[20]。
- 2015年（平成27年）
  - 1月26日、FTSのポインティングミラーを主系（A系）から冗長系（B系）に切り替え。潤滑剤の特性変化によるものとみられ[21]、2014年9月頃から静定状態が悪くなっていた[22]。
  - 8月2日正午 (JST) 頃、TANSO-FTSの熱赤外バンド（バンド4）用検出器をマイナス200℃に冷却する冷凍機が停止したため、熱赤外バンドの観測を停止した。短波長バンド（バンド1 - 3）は正常で、二酸化炭素・メタンの観測を継続している[23]。
  - 9月14日に冷凍機の停止は宇宙放射線等による一時的な誤作動の可能性が高いと判断し、冷凍機の再立ち上げを行った。その結果、熱赤外バンド用検出器が所定の温度に冷却された。
  - 9月16日12時 (JST) 、停止していた熱赤外バンドの観測（全運用モード）を再開、全バンドでの観測に復帰した[24]。
- 2025年（令和7年）3月29日、軽負荷モードに移行し観測を中断したが、復帰し4月25日までに観測データの提供を再開した[25]。

## 他機関の温室効果ガス観測衛星
- NASA
  - 2002年からAqua衛星を使用して荒い解像度（緯度2度×経度2.5度）でのCO2濃度分布の測定を行っている[26]。
  - 2009年2月23日に軌道上炭素観測衛星OCO（Orbiting Carbon Observatory）を打ち上げたが、軌道投入に失敗した[27]。いぶきのTANSO-FTSと同じ観測方式のセンサを搭載していた。多種の地球観測衛星を同一軌道で運用するA-Train（Aqua, PARASOL, CALIPSO, CloudSat, Aura）に投入し、これらの衛星の測定データを総合して二酸化炭素濃度の推定精度を高める予定であった。いぶきと同時期に打ち上げられることから、いぶきとOCOで観測結果を相互校正・検証することが期待されていた。
  - 代替機のOCO-2は2014年7月2日にデルタ IIロケットでの打ち上げに成功した[28]。
- 欧州宇宙機関(ESA)
  - 2008年3月、環境観測衛星Envisat上のSCIAMACHY装置によるCO2観測を行い、世界で初めて地域的なCO2濃度の高まりの観測に成功している[29]。
  - このほかに二酸化炭素観測衛星CARBOSATを計画していたが[30]、京都議定書に貢献しうる精度・空間分解能が得られないとして、計画は中断している。

## 後継機
- 後継機となるいぶき2号（GOSAT-2）は2018年10月29日に打ち上げられた[2][3]。観測精度を向上させる他、雲・エアロソルセンサーへの観測波長域を追加することにより、ブラックカーボンやPM2.5等の微小粒子状物質の監視も可能となる[31]。
- 3号機として計画されたGOSAT-GWは、GOSAT（いぶき）シリーズの温室効果ガスの測定に加え、GCOM-W（しずく）で搭載された水循環に関わる降水や土壌水分量などを測定するマイクロ波放射計後継センサを同時に搭載する。

## かつての計画
1998年、環境庁（当時）は極域の成層圏オゾンを観測する装置であるみどり（ADEOS、1996年打上げ）のILAS、みどりII（ADEOS II、2002年打上げ）のILAS-IIの後継センサとして、SOFIS（Solar Occultation FTS for Inclined orbit Satellite、傾斜軌道衛星搭載太陽掩蔽法フーリエ変換分光計）の開発に着手した。SOFISは温室効果ガスである二酸化炭素濃度の測定も目的とし、ILASセンサと同様に太陽掩蔽法によって測定するセンサであった。
2000年頃、宇宙開発事業団（NASDA、当時）は地球環境変動観測（GCOM）ミッションとしてGCOM-A、GCOM-Bの2系統の衛星シリーズを提案し、GCOM-A1にSOFISを搭載する方針で検討を進めていた。
- GCOM-A1衛星ミッション機器
  - オゾン･広域大気汚染観測紫外線分光計(OPUS)[注釈 6]
    - 旧宇宙開発事業団(NASDA)の開発。オゾン、および、大気汚染物質の観測を行う。

  - 傾斜軌道衛星搭載太陽掩蔽法フーリエ変換分光計(SOFIS)
    - 環境庁（現環境省）の開発。二酸化炭素の濃度観測を行う。

  - 成層圏風プロファイル観測装置(SWIFT)
    - 欧州宇宙機関(ESA)の開発。成層圏における、オゾン･大気汚染物質の移動過程を観測する。

2002年8月に文部科学省宇宙開発委員会の提言や予算上の強い制約により計画の見直しが行われ、ミッションの目的は温室効果ガス観測に絞られた。同年10月、研究開発段階への移行は妥当と判断され、衛星名はGOSATとなった。
しかし2003年、SOFISは太陽掩蔽法で観測することから高度5km以下が測定できないため、二酸化炭素排出の影響が強く出る地表付近を観測できず、また衛星の周回に合わせ1日に28回程度しか観測機会がないため、全球の炭素収支の推定のためには1997年に締結された京都議定書に貢献するデータとしては性能が不足すると考えられ、既にSOFISのエンジニアリングモデルまで制作されていた段階で直下方向を観測するセンサに開発しなおす方針へと大きく転換され、後にTANSO-FTSセンサとなった。
TANSO-FTSセンサは、太陽光が地球表面や大気に当たって跳ね返ってきた散乱光を観測する方式となっている。新規開発であり、雲やエアロゾルなどで遮られて精度が低下するなどの欠点もあるが、より狭い区域の地表近くの大気の温室効果ガス濃度を測定する事ができる。測定誤差や空間分解能をさらに向上させることにより、京都議定書の第二約束期間以降に求められる観測内容に繋がる技術であることから、この観測方式が採用されることになった。

## その他
- 2020年10月から全日本空輸（ANA）と共同で、いぶきの観測技術を応用した機器をの旅客機の座席に搭載し、上空から大気を観測するGOBLEUプロジェクトが実施された[37]。
- 打上げに使用したH-IIA 15号機のロケット上段は商業デブリ除去実証（CRD2）フェーズIのランデブー対象となり、2024年5月23日に50mの距離から撮影された[38]。
- 2019年4月、土浦労働基準監督署は、いぶきの管制業務などに当たっていた業務請負企業の社員が2016年に自殺したことについて、長時間労働や所属企業の上司とのトラブルがあったとして労災と認定した[39][40]。所属企業と遺族の間で謝罪や解決金の支払いなどで合意が成立している[41]。